# 毎日新聞デジタル
毎日新聞デジタル（まいにちしんぶんデジタル）は、毎日新聞社が運営するニュースサイトである。有料での独自サービスも展開している。

## 歴史
毎日新聞社は日本のインターネット黎明期からニュースサイトを立ち上げていた。何度かのブランド変更の後、マイクロソフト社が運営する大手ポータルサイトのMSNと提携し、2004年から「MSN毎日インタラクティブ」を始めた。MSN毎日インタラクティブは成功を収め、ページビューは最大で5億（2006年8月）に達し、日本の新聞社ニュースサイトの第1位となった。しかしMSNの一部であり、デザインを変更したり、MSNが運営する他のカテゴリに進出したりはできなかった。そこで2007年の契約更新を機会に、独自のニュースサイトを立ち上げることにした。それが毎日jpである。
第1位の動きは他の新聞社ニュースサイトにも大きな影響を与えた。産経新聞は毎日新聞の代わりにMSNと提携し、「MSN産経ニュース」を始めた。読売新聞や朝日新聞、日本経済新聞は提携して、読み比べニュースサイト『新s』を開設しポータルサイトを目指した。一方、毎日jpはYahoo!ニュースからの集客でアクセス数を伸ばした。2009年、新聞社のニュースサイト戦争の結果が判明した。毎日jpの首位は揺るがず、産経新聞が大幅に順位を伸ばした。新聞社ニュースサイトの命運を握る大手ポータルサイトの集客力が注目された。
毎日jpの立ち上げ時期と重なったのが、インターネットユーザー（特に2ちゃんねらー）との確執である。毎日jpはWeb 2.0を意識して「オープン化」を目指し、ブロガーの力を借りようと考えていた。しかし一方で2007年に毎日新聞で連載が始まった「ネット君臨」では2ちゃんねらーに対する不信感を繰り返し論じていた。2008年には毎日デイリーニューズWaiWai問題や「ウィキペディアで犯行示唆」の誤報事件が発生し、2ちゃんねらーと衝突が起きた。毎日新聞社は毎日jpを軸に若者にアプローチし、ビジネスに結びつけようとしていたが、若者との接触は衝突といった形でも現れてしまった。
一方、2009年から始めたソーシャルメディアの活用はうまく行っている。産経新聞社会部や47NEWSが失言問題でアカウントを停止したのに対して、毎日jpは過去の反省を踏まえたのか安全運転でフォロワーを伸ばし、読売新聞（約20万人）や日経新聞（約38万人）を抑えて、朝日新聞デジタルと並ぶ54万人のフォロワーを確保している（2012年3月）。朝日新聞のように公式の「つぶやく記者」は居ないが、「オピニオン」カテゴリーの「記者の眼」で個々の記者の考えを述べたり、社会部の小川一のようにTwitterアカウントを公開している場合がある（@pinpinkiri）。そのせいか2011年3月に発生した「東北地方太平洋沖地震」では、ツイッターの被引用数がasahi.comや47NEWSに続くトップ10に入った。利用者数も順調であり、2009年1月の利用者は947万3000人で日本の新聞社が運営するニュースサイトの中で一位となり、ユニークブラウザ1810万人（2009年11月12月平均）を公称した。
2012年には、デザインやコンテンツを大幅にリニューアルした。見た目をすっきりと簡略化しただけでなく、開設当初から存在した「ライフスタイル」や「ニュースセレクト」カテゴリーを廃止したり、「オピニオン」をカテゴリーに組み入れたりしてコンテンツ構造も簡略化した。「ライフスタイル」カテゴリーはニュースサイトらしくないウェブサイトを目指して生活情報を満載するという考えで開設したが、「毎日キレイ」のようなコンテンツに再編したようである。RSSやアクセスランキングよりTwitterやFacebookなどのソーシャルメディアを重視しているようで、ウェブサイト上の速報ティッカーやニュース速報のRSSを廃止して、Twitterの「毎日jpニュース速報」に一本化した。他社から配信を受けていたITニュースや毎日コミュニケーションズの就職情報は廃止し、その他のコンテンツも一部は関連サイトとして分けたようである。またこの頃のコンテンツ管理システムにはオープンソースの「Drupal」、ソーシャルプラグインには「gigya」社の「ShareBar」「Comments」「ActivityFeed」、広告配信システムにはデジタル・アドバタイジング・コンソーシアム株式会社の「iPS-X」を採用していた。
その後2013年12月に名称をニュースサイト「毎日新聞」に変更し、2015年6月からは有料版のデジタル毎日を開始し、メーター制課金を導入した。2015年11月現在のフォロワー数は日本経済新聞（約138万人）、朝日新聞デジタル（約90万人）に継ぐ70万人である。
2021年2月19日に全面リニューアルされ、ニュースサイトおよびデジタル毎日が「毎日新聞デジタル」に名称変更された。

## 沿革

### 前史
- 1995年8月 - JamJamを開設[22]。
- 1996年4月 - 娯楽サイトAULOSを開設[22]。
- 1998年7月 - 毎日フォトバンクを開設[14]。
- 1999年2月 - 携帯サイト「毎日新聞・スポニチ」を開設[14]。
- 1999年11月 - JamJamとAULOSを統合し、毎日インタラクティブ (Mainichi INTERACTIVE) を開設[22]。
- 2000年 - 「JAMJAM事件」の判決が下り[23]、競合他社がホームページ上で「JamJam」に類似するマークを使う事は、商標法上の「商標の使用」に当たるとの判断が下された。一方で損害不発生の抗弁も認められた。
- 2004年4月5日[24] - MSN毎日インタラクティブ (MSN-Mainichi INTERACTIVE) を開設[22]。
- 2005年11月 - まいまいクラブを開設[22]。
- 2007年7月 - 「毎日ボートマッチ（えらぼーと）」を開設。これは日本のメディア初のボートマッチだった[25]。

### 沿革
- 2007年10月1日[26] - 毎日jpを開設（2列構造）[22]。RSS配信のジャンルを拡充し、「毎日jpティッカー」でブログとの連携を図った[27]。
- 2008年1月 - 毎日jpラボで、Googleツールバー用の検索プラグインを公開した[28]。
- 2008年6月 - 毎日デイリーニューズWaiWai問題が発覚。毎日jpの広告スペースにも影響が出た[29]。
- 2009年2月 - 国内新聞社サイトの利用者数ランキングで1位を獲得[13]。
- 2009年4月 - デザインをリニューアル（4列構造）[30]。
- 2009年6月 - Twitter投稿ボタンを設置し[31]、「毎日jp編集部」のツイッターを開始[32]。
- 2010年9月 - マイクロアドの広告サーバーがウイルスに感染し、毎日jpの広告スペースにも影響が出た[33]。
- 2010年6月1日 - 毎日jpの人気記事をベースに、若者向けのタブロイド紙「MAINICHI RT」を創刊[8]。
- 2010年6月30日 - デザインをリニューアル（3列構造）[34]。
- 2012年4月 - デザインをリニューアル。左の列も記事化し、「ダイナミック・ニュースボックス」で配列のカスタマイズが可能になり、記事にはソーシャルバーを導入した[35]。
- 2013年12月 - 名称をニュースサイト「毎日新聞」に変更[36]。デザインをリニューアル（2列構造）。
- 2015年6月 - 「デジタル毎日」を開始し、非会員の有料コンテンツの閲覧は5記事/月に制限した[37]。
- 2015年11月 - アノニマスの攻撃を受ける[38]。
- 2015年12月 - AWSを導入し運営を内製化[39]
- 2016年4月 - ウォールストリートジャーナル（WSJ）と提携、有料会員が記事を閲覧できるようになる[40]

- 2018年3月 -「デジタル毎日」のサービス、料金を刷新[41]
- 2019年11月 -　長期割引コースを新設[42]

- 2021年2月19日 - 全面リニューアルされ「毎日新聞デジタル」に名称変更[20]。「デジタル毎日」も「毎日新聞デジタル」と改称された[21]。

## 会員制サービス
毎日新聞では「毎日jp」（2007年開設、現「毎日新聞デジタル」）、「MAINICHI RT」（2010年6月創刊、2013年8月休刊=事実上廃刊）、「TAP-i」（2012年5月創刊）といった新聞とインターネットの連動型サービス、読者交流サイト「まいまいクラブ」を展開してきた。
2015年6月1日、ニュースサイトとニュースアプリのデザインを刷新し「デジタル毎日」のサービスを開始した。2018年3月28日にはプラン名、料金、アプリ、ロゴが刷新され、コンテンツ量も増加し、新しいキャラクター「エブリわん」も登場した。
ニュースサイトおよびアプリで、有料記事、web限定記事を閲覧できるサービスで、「スタンダードプラン」（月会費980円+消費税）、「プレミアムプラン」（月会費3,200円+消費税）がある。毎日新聞の宅配購読者には、新聞とデジタル毎日のコンテンツを利用できる「宅配購読者無料プラン」（月会費無料。新聞の月極め購読料の負担のみ）、「宅配購読者プレミアプラン」がある(新聞の月極め購読料＋月会費500円+消費税）がある。
2019年11月からはスタンダードプランに6カ月、12カ月の長期コースが設定され、12カ月コースは8,400円+消費税（月額700円）、6カ月コースは4,500円＋消費税（月額750円）で利用できる。
| サービス名/会員コース種別 | スタンダードプラン | プレミアムプラン | 宅配購読者無料プラン | 宅配購読者プレミアムプラン | 備考                                                                         |
| ------------------------- | ------------------ | ---------------- | -------------------- | -------------------------- | ---------------------------------------------------------------------------- |
| 毎日新聞記事閲覧          | ○                  | ○                | ○                    | ○                          | ニュースサイトで記事を閲覧できる                                             |
| アプリ利用                | ○                  | ○                | ○                    | ○                          | ニュース閲覧アプリ「毎日新聞ニュース」で記事を閲覧できる                     |
| マイニュース              | ○                  | ○                | ○                    | ○                          | 気になる連載をフォローできる機能                                             |
| デジタル紙面              | ×                  | ○                | 〇                   | ○                          | ニュースサイト、アプリ「毎日ビューアー」でデジタル化した紙面を閲覧できる     |
| WSJ                       | ○                  | ○                | ×                    | ○                          | ウォール・ストリートジャーナルの英語版、日本語版、中国語版を閲覧できる       |
| サンデー毎日              | ×                  | ○                | ×                    | ○                          | 週刊誌「サンデー毎日」をデジタル誌面で閲覧できる                             |
| 週刊エコノミスト          | ×                  | ○                | ×                    | ○                          | 「週刊エコノミスト」をデジタル紙面で閲覧できる                               |
| 記事データベース          | ×                  | ○                | ○                    | ○                          | 過去5年分の記事データベースが利用可能                                        |
| プレミアムサービス        | ×                  | ○                | ×                    | ○                          | コンサート・イベントチケットやショッピングなどの優待・割引や各種サービス提供 |
| メールサービス            | ○                  | ○                | ○                    | ○                          | 最新のニュースや毎日新聞社からのメールマガジンを受信可能                     |

## 誤報
- 2024年11月5日に「（男性アイドルグループのメンバー名）32歳の誕生日に『感謝だらけの日々です』 メンバーやファンから祝福の声」とする表題記事を配信。その中で、メンバーが自身の誕生日にX（旧・Twitter）を更新し、「みなさまのおかげで。本日、32歳になりました 感謝!感謝だらけの日々です。ほんとう～に、みんなありがとう! いいものを作るべく頑張ります」と記載したことを紹介したほか、他のメンバー2名も自身のXで祝福したことも記載されていたが、メンバー及び他のメンバー1名はXのアカウントを開設していないことが判明したため「このアカウントはなりすましとみられることが分かりました」と記事作成と削除の経緯を説明し「関係者の皆さまにおわびします。記事を削除しました」と謝罪した[45]。